# Sergueï Soloviov (football)
Pour les articles homonymes, voir Soloviov et Sergueï Soloviov.
Sergueï Aleksandrovitch Soloviov (en russe : Сергей Александрович Соловьёв), né le 9 mars 1915 à Sokol dans l'Empire russe et mort le 11 février 1967 à Moscou, est un joueur et entraîneur de football, un joueur de bandy, et un joueur russe de hockey sur glace .

## Biographie
Il a commencé à jouer pour l'équipe Dinamo de Vologda. En 1937, il a effectué son service militaire dans l'oblast de Leningrad et une fois démobilisé s'y est installé et intégré le Dynamo Leningrad. Au mois de mai 1940, il fut engagé par FK Dynamo Moscou auquel il est resté fidèle jusqu'à la fin de sa carrière en 1952. Il est distingué Maître émérite des sports de l'URSS en 1945.
Il est membre du club symbolique Grigory Fedotov, réservé aux joueurs Soviétiques/Russes ayant inscrits plus de 100 buts dans leur carrière dans le championnat soviétique. Il y détient la 7e place avec 167 buts. 
Sa carrière de hockey a été tout aussi remarquable. Il a été champion de l'URSS de hockey sur glace, en 1947, et champion de l'URSS de bandy en 1951-1952.
Soloviov est diplômé de l'école des entraineurs de l'Université d’État de Russie de l'éducation physique, du sport de la jeunesse et du tourisme (Российский Государственный Университет Физической Культуры, Спорта, Молодёжи и Туризма) en 1953. En 1954-1967, il s'est consacré au travail d'entraineur au sein de son club Dinamo. 
Mort à Moscou, il est inhumé au cimetière Golovinskoïe. 

### Hockey sur glace
Il a porté les couleurs du HK Dinamo Moscou.

## Statistiques
| Saison                | Club                  | Championnat           | Championnat | Championnat | Coupe(s) nationale(s) | Coupe(s) nationale(s) | Total | Total |
| Saison                | Club                  | Division              | M.          | B.          | M.                    | B.                    | M.    | B.    |
| 1939                  | Dinamo Léningrad      | D1                    | 22          | 11          | -                     | -                     | 22    | 11    |
| Sous-total            | Sous-total            | Sous-total            | 22          | 11          | -                     | -                     | 22    | 11    |
| 1940                  | Dynamo Moscou         | D1                    | 24          | 21          | -                     | -                     | 24    | 21    |
| 1941                  | Dynamo Moscou         | D1                    | 10          | 7           | -                     | -                     | 10    | 7     |
| 1944                  | Dynamo Moscou         | -                     | -           | -           | 1                     | 0                     | 1     | 0     |
| 1945                  | Dynamo Moscou         | D1                    | 22          | 18          | 5                     | 7                     | 27    | 25    |
| 1946                  | Dynamo Moscou         | D1                    | 22          | 17          | 2                     | 0                     | 24    | 17    |
| 1947                  | Dynamo Moscou         | D1                    | 24          | 12          | 1                     | 1                     | 25    | 13    |
| 1948                  | Dynamo Moscou         | D1                    | 28          | 26          | 4                     | 1                     | 32    | 27    |
| 1949                  | Dynamo Moscou         | D1                    | 30          | 10          | 4                     | 1                     | 34    | 11    |
| 1950                  | Dynamo Moscou         | D1                    | 20          | 14          | 4                     | 7                     | 24    | 21    |
| 1951                  | Dynamo Moscou         | D1                    | 19          | 8           | 2                     | 0                     | 21    | 8     |
| 1952                  | Dynamo Moscou         | D1                    | 10          | 2           | 1                     | 0                     | 11    | 2     |
| Sous-total            | Sous-total            | Sous-total            | 209         | 135         | 24                    | 17                    | 233   | 152   |
| Total sur la carrière | Total sur la carrière | Total sur la carrière | 231         | 146         | 24                    | 17                    | 255   | 163   |

## Palmarès
En football
- Champion d'Union soviétique en 1940, 1945 et 1949.
- Vice-champion d'Union soviétique en 1946, 1947, 1948 et 1950.
- Finaliste de la Coupe d'Union soviétique en 1945, 1949 et 1950.
- Meilleur buteur du championnat d'Union soviétique en 1940 et 1948.
- Meilleur buteur du Dynamo Moscou dans le championnat soviétique avec 135 buts marqués.

En hockey sur glace
- Champion d'Union soviétique en 1947.

En bandy
- Championnat d'Union soviétique en 1951 et 1952.